# Acarpomyxea
Acarpomyxea је класа протиста неправилног изгледа тела (саркодина). Назив је добила од грчких речи akarpos (без плода) и myxa (слуз), које укратко описују њене представнике — то су слододноживећи организми у стадијуму мањих (слузавих) плазмодија, који не образују плодоносна тела. Ређе се представници акарпомиксеа срећу у стадијуму једноједарног амебоидног организма. Заједничка карактеристика свих представника је веома разгранато тело.

## Класификација
Класа Acarpomyxea обухвата два реда: Leptomyxida и Stereomyxida. Редови су несродни, услед чега се читава класа сматра полифилетском групом и ретко користи у савременим класификационим схемама протиста. Ред Leptomyxida обухвата копнене (земљишне и слатководне) организме, док ред Stereomyxida обухвата морске представнике.
Представници реда Leptomyxida сврстани су, према последњим класификационим схемама, у класу Tubulinea (Lobosea), а представници реда Stereomyxida предсатвљају засебну филогенетску грану унутар Amoebozoa у систему Адла и сарадника, или су у оквиру класе Variosea (Conosea) у другим системима.